# Județul Hotin (interbelic)
Județul Hotin a fost o unitate administrativă de ordinul întâi din Regatul României, aflată în regiunea istorică Basarabia. Reședința județului era orașul Hotin.

## Întindere

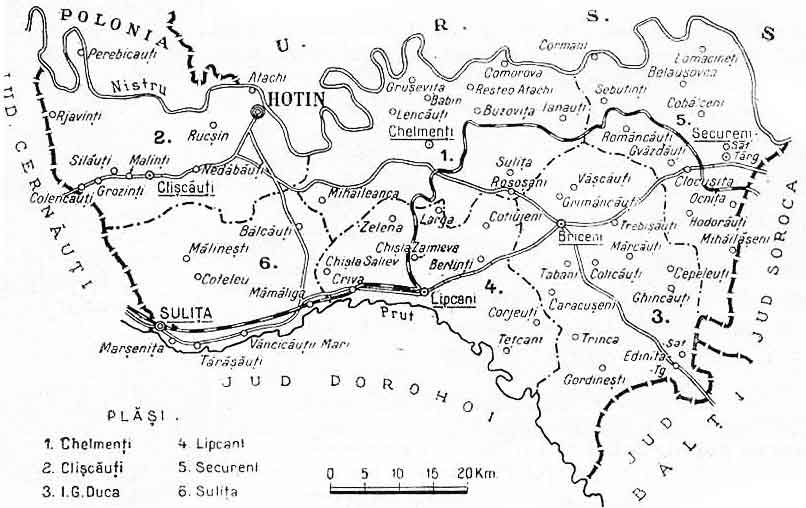
Harta județului, cu dispunerea și denumirea plășilor, în anul 1938.

Județul se afla în partea de nord-est a României Mari, în nordul regiunii Basarabia, la granița cu Uniunea Sovietică. Actualmente marea parte a teritoriului fostului județ aparține de Ucraina, în timp ce o parte mai mică aparține de Republica Moldova. Se învecina la nord cu U.R.S.S. și Polonia, la est și sud-est cu județele Soroca și Bălți, la sud cu județul Dorohoi, iar la vest cu județul Cernăuți.

## Organizare
În anul 1930, teritoriul județului era împărțit în patru plăși:
1. Plasa Briceni,
2. Plasa Hotin,
3. Plasa Lipcani și
4. Plasa Secureni.

Ulterior au mai fost create încă două plăși:
1. Plasa Sulița și
2. Plasa I.G. Duca.

La recensământul din toamna anului 1941, județul avea următoare organizare administrativ-teritorială:
1. Orașul Hotin,
2. Orașul Sulița,
3. Plasa Cetatea Hotinului (sau Clișcăuți),
4. Plasa Chelmenți (sau Vadul lui Traian),
5. Plasa Briceni,
6. Plasa Lipcani,
7. Plasa Secureni și
8. Plasa Sulița (sau B.P. Hașdeu).

## Populație
Conform datelor recensământului din 1930, populația județului era de 392.430 de locuitori, dintre care 41,6% ucraineni, 35,0% români, 13,6% ruși, 9,2% evrei, 0,3% polonezi ș.a. Ca limbă maternă domina ucraineana (45,1%), urmată de română (33,4%), rusă (12,0%), idiș (9,2%) ș.a. Din punct de vedere confesional populația județului era alcătuită din 87,0% ortodocși, 9,2% mozaici, 1,9% baptiști, 1,0% ortodocși pe stil vechi, 0,3% romano-catolici ș.a.

### Mediul urban
În 1930 populația urbană a județului era de 15.334 de locuitori, dintre care 37,7% evrei, 36,6% ruși, 14,8% ucraineni, 8,8% români, 1,5% polonezi ș.a. Ca limbă maternă în mediul urban domina limba idiș (37,6%), urmată de rusă (37,5%), ucraineană (14,7%), română (8,6%), poloneză (1,2%) ș.a. Sub aspect confesional populația urbană era formată din 57,6% ortodocși, 37,7% mozaici, 2,1% ortodocși pe stil vechi, 1,6% romano-catolici ș.a.

## Materiale documentare

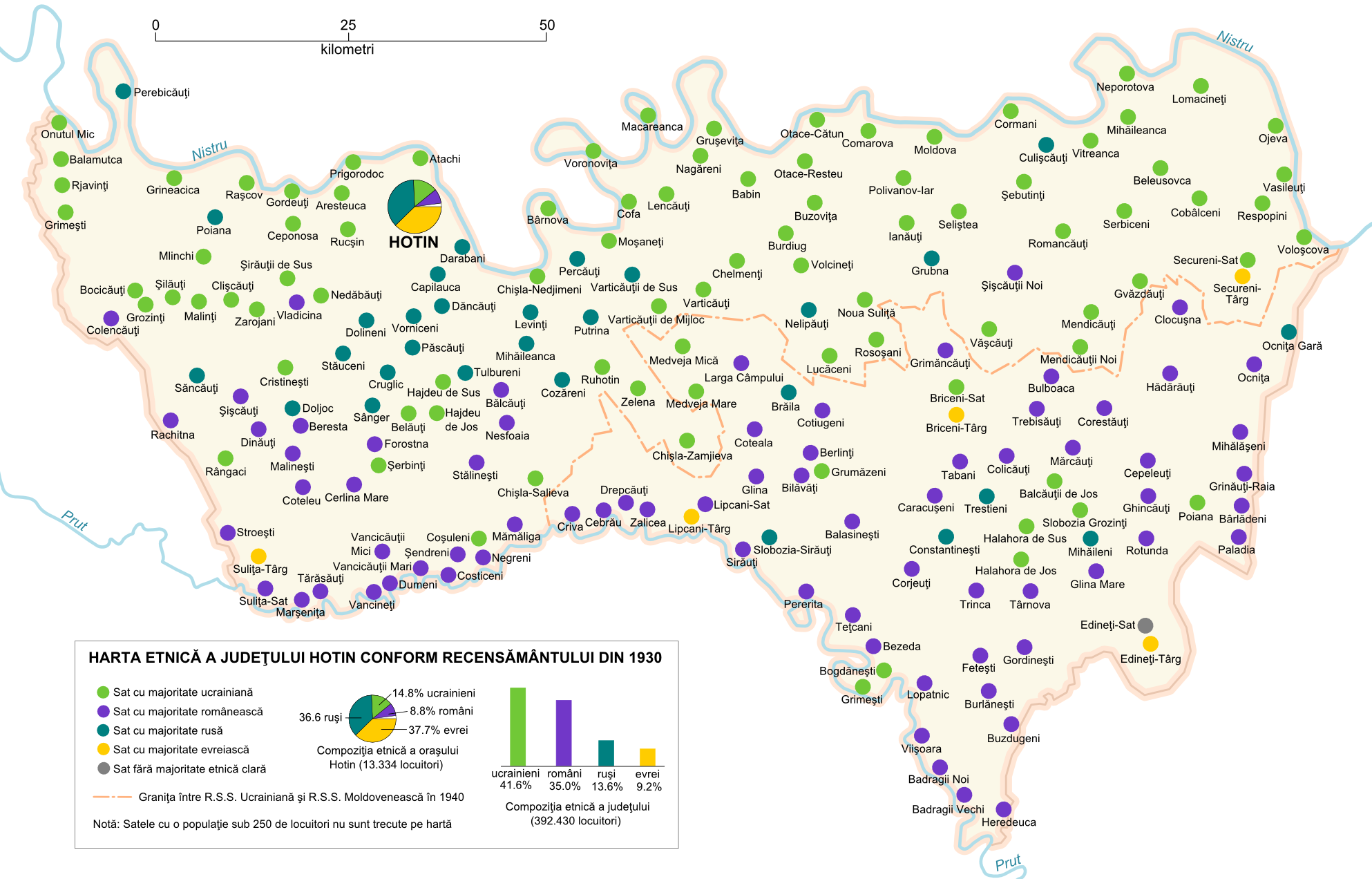
Structura etnică a județului Hotin în anul 1930